# Chittur-Thathamangalam
Chittur-Thathamangalam é uma cidade e um município no distrito de Palakkad, no estado indiano de Kerala.

## Demografia
Segundo o censo de 2001, Chittur-Thathamangalam tinha uma população de 31 884 habitantes. Os indivíduos do sexo masculino constituem 49% da população e os do sexo feminino 51%. Chittur-Thathamangalam tem uma taxa de literacia de 79%, superior à média nacional de 59,5%; a literacia no sexo masculino é de 84% e no sexo feminino é de 74%. 9% da população está abaixo dos 6 anos de idade.